# Ron Davies (homme politique)
Pour les articles homonymes, voir Ron Davies.
Ronald Davies, dit Ron Davies, né le 6 août 1946 à Machen, est un homme politique britannique ayant œuvré au pays de Galles et sur la scène nationale.
Représentant du district urbain de Bedwas and Machen en 1969, il devient conseiller du district de la Rhymney Valley à partir de 1974 et ce jusqu’en 1984. Entre 1983 et 2001, il est membre du Parlement chargé de représenter la circonscription galloise de Caerphilly. Il occupe à ce titre diverses fonctions secondaires d’abord au sein de l’opposition officielle travailliste dès 1985, puis, après la victoire de Tony Blair aux élections générales de 1997, il est promu secrétaire d’État pour le Pays de Galles et doit mettre en œuvre la dévolution d’une partie des pouvoirs de Westminster vers cette nation. Surnommé « l’architecte de la dévolution » pour son Government of Wales Act 1998, il quitte cependant sa position l’année suivante, éclaboussé par une affaire de mœurs, au profit d’Alun Michael.
Élu chef de file du Parti travailliste du pays de Galles en septembre 1998 en vue des premières élections dévolues, il renonce à la charge en octobre suivant. Toutefois, il s’engage dans le premier scrutin visant à fonder l’assemblée nationale pour le pays de Galles en mai 1999 et parvient à se faire élire membre de l’Assemblée dans la circonscription de Caerphilly. Il ne soumet pas sa candidature en 2003, mais se présente en vain aux élections européennes de 2004. Pendant la mandature locale allant de 2008 à 2012, il est membre du conseil de borough de comté de Caerphilly et occupe la charge de membre de cabinet à la régénération et à la campagne. Il est de nouveau prétendant à l’Assemblée pour le siège de Caerphilly mais essuie deux échecs consécutifs en 2007 et en 2011.
Politiquement, il appartient au Parti travailliste au niveau national et à la branche galloise du mouvement au niveau local jusqu’en janvier 2004. Il rejoint en février 2004 Forward Wales (en), mouvement politique créé quelques semaines plus tôt par John Marek (en) et dissous en janvier 2010. Il s’affilie à Plaid Cymru à partir de l’été 2010.

## Biographie

### Éléments personnels et carrière professionnelle
Ronald Davies naît le 6 août 1946 à Machen, un village de la Vallée de la Rhymney situé dans le Monmouthshire, au pays de Galles (Royaume-Uni). Après avoir commencé son parcours scolaire à la grammar school (en) de Bassaleg (en), il étudie au collège de technologie de Portsmouth, au collège de l’université du pays de Galles à Cardiff et à l’université de Londres,,,.
Professeur d’école à partir de 1968, il intègre la Workers’ Educational Association (en) en 1970, où occupe la position de professeur-organisateur (Tutor-Organiser en anglais) jusqu’en 1974. Aussi, de 1974 à son élection en tant que membre du Parlement en 1983, Ron Davies est conseiller à la formation professionnelle (Further Education Adviser) auprès de l’autorité d’éducation locale (en) du Mid Glamorgan.
Il se marie d’abord avec Anne, dite Anne Davies. En secondes noces, il épouse le 24 décembre 1981 Christina Rees (1954), avec qui il a une fille. Ils se séparent en 1999 et divorcent en 2002. Il se remarie en août 2002 à Lynne Hughes, de 19 ans sa cadette, et il est père pour la deuxième fois en 2003,,,,,.

### Carrière politique

#### Débuts en tant qu’élu local (1969-1984)
Encarté au Parti travailliste en 1965, à 19 ans, Ron Davies commence sa carrière politique en se faisant élire conseiller dans le conseil de district urbain de Bedwas and Machen en 1969, scrutin au cours duquel il est l’un des plus jeunes élus locaux au pays de Galles. L’année suivante, en 1970, il prend la tête du conseil, devenant l’un des plus jeunes chefs d’autorités locales du Royaume-Uni, à l’âge de 24 ans. Après la réorganisation en Angleterre et au pays de Galles des zones de gouvernement local de 1972, il se fait élire en 1973 dans le nouveau conseil de district de la Rhymney Valley, mais celui-ci entre officiellement en fonction au 1er avril 1974. Il y est reconduit aux élections de 1976, de 1979 et de 1983, conservant son siège jusqu’en 1984,,,,,,,,.

#### De l’arrière-ban à l’opposition officielle (1983-1992)
La carrière nationale de Ron Davies commence lorsqu’il parvient à se faire élire membre du Parlement dans la circonscription de Caerphilly aux élections générales de 1983. À partir de 1985, il occupe à la Chambre des communes la position secondaire de whip de l’opposition auprès de Derek Foster, whip en chef de Neil Kinnock, le chef de l’opposition officielle. Toutefois, il se brouille avec Derek Foster à l’occasion de l’élection de membres du bureau du whip en chef si bien qu’il n’est pas reconduit en 1987,,.
À la suite des élections de 1987, il prend le porte-parolat à l’agriculture et aux affaires rurales sous la conduite de David Clark, nouvellement désigné ministre fantôme de l’Agriculture, de la Pêche et de l’Alimentation dans le cabinet fantôme de Neil Kinnock. Le portefeuille de l’alimentation lui est ajouté en 1989. À l’époque, il suit notamment l’action des gouvernements conservateurs dans la gestion de la crise de la maladie de la vache folle et demande des comptes aux ministres de l’Agriculture, de la Pêche et de l’Alimentation (en). En outre, alors que le cabinet fantôme de John Smith est renouvelé en 1992, il y devient le porte-parole en chef de l’opposition à l’agriculture,,,,,.
Ron Davies occupe au sein du groupe gallois des membres du Parlement travaillistes (le Welsh group of Labour MPs) la fonction de vice-président entre 1989 et 1990 puis celle de président entre 1990 et 1991. À la faveur d’une élection interne au cabinet fantôme, il devient porte-parole de l’opposition officielle aux affaires galloises en 1992,.

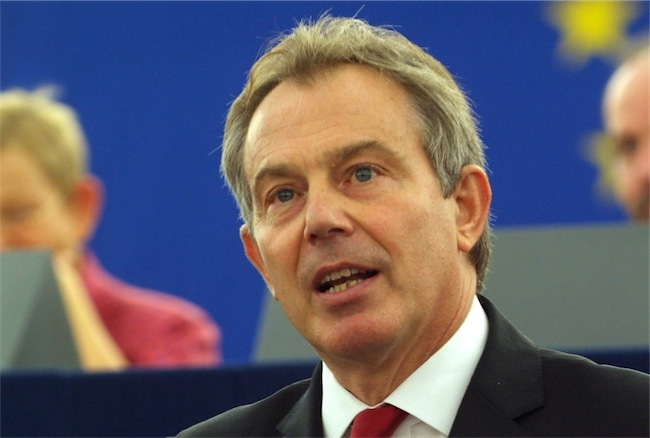
Tony Blair, chef du Parti travailliste à partir de 1994 et premier ministre en 1997.

#### Secrétaire d’État fantôme pour le pays de Galles (1992-1997)
Ron Davies obtient le 8 novembre 1992 le secrétariat d’État fantôme pour le Pays de Galles dans l’équipe de John Smith. À ce poste, dès son arrivée au cabinet fantôme, il soutient l’idée de la création d’une assemblée galloise, bien qu’il s’y soit opposé dans le référendum de 1979. Il est reconduit en mai 1994 dans le cabinet fantôme de Margaret Beckett, formé à la suite de la mort de John Smith, puis en juillet 1994 dans celui de Tony Blair, nouveau chef de l’opposition officielle une fois élu chef du Parti travailliste,,,,.
Il est chargé du développement de la politique du Parti travailliste au sujet de la dévolution au pays de Galles et fait savoir qu’il souhaite que le Parti travailliste du pays de Galles puisse faire cavalier seul sans avoir besoin d’unir ses forces avec d’autres formations politiques, fort de ses 27 membres du Parlement aux Communes. Le projet final travailliste est prévu pour 1995 alors que la campagne du parlement pour le pays de Galles (Parliament for Wales Campaign en anglais, abrégée en PWC) espère dès 1993 obtenir plus d’un million de signatures favorables à la dévolution du pouvoir. Dans une cérémonie solennelle, il lance la pétition nationale dans le cadre de l’Eisteddfod Genedlaethol organisée à Builth Wells le 2 août 1993 avec des représentants de tous les partis politiques au pays de Galles à l’exception des conservateurs.
Un document interne de discussion intitulé Shaping the Future: a Consultation Paper on the Powers and Structure of the Welsh Assembly est publié en 1994 afin d’envisager les différentes pistes quant à la formation d’une assemblée galloise, notamment ses possibilités de financement, les formes légales d’autorité qu’elle pourrait prendre, les modalités d’élection de ses membres ou encore son fonctionnement propre. À l’été 1995, le secrétaire d’État fantôme se prononce en faveur d’une assemblée élue à la représentation proportionnelle, mais, certains membres du Parti travailliste du pays de Galles, attachés au mode de scrutin uninominal majoritaire (first pas the post en anglais) en usage pour les élections de la Chambre des communes, s’y opposent. Il est également décidé qu’une consultation référendaire doit préalablement adouber l’idée de la création de l’assemblée galloise avant tout acte législatif, en d’autres termes, il s’agit de ne pas reproduire l’échec du référendum post-législatif de 1979. Aussi, le chef du Parti travailliste Tony Blair annonce en février 1997 qu’un gouvernement travailliste entrant en fonction légiférerait dans les mois suivant les élections générales à propos de la dévolution pour le pays de Galles.
Une partie des membres du Parlement travaillistes considère que le projet de dévolution du parti sous la direction de Tony Blair est minimaliste si bien que John Marek (en) introduit aux Communes une proposition de loi le 11 décembre 1996, le Government of Wales Bill, s’inspirant de pistes du comité légal de la PWC. Il s’oppose ainsi à la doctrine adoptée par le Parti travailliste et promeut une dévolution plus approfondie avec un « Senedd », doté de 100 membres élus au scrutin à vote unique transférable (single transferable vote, abrégé STV), capable de légiférer dans le cadre de lois du Senedd (Senedd acts) et qui aurait la possibilité d’acquérir au bout de quatre ans des pouvoirs fiscaux. Toutefois, la proposition de loi ne reçoit pas l’aval de travaillistes gallois importants à l’exception de Paul Flynn et d’Ann Clwyd.

#### Participation au gouvernement de Tony Blair (1997-1998)
Reconduit dans son mandat de membre du Parlement dans la circonscription de Caerphilly, Ron Davies fait son entrée au gouvernement en tant que secrétaire d’État pour le Pays de Galles en mai 1997, sous la direction de Tony Blair, devenu premier ministre après sa victoire aux élections générales. Une de ses premières actions symboliques en tant que secrétaire d’État est de supprimer 150 000 livres sterling de « dette » au fonds de solidarité de la catastrophe d’Aberfan de 1966, somme qu’il a été contraint de s’astreindre pour faire transférer les terrils par le gouvernement travailliste de l’époque,,.
Aux Communes, conformément à l’engagement de campagne du Parti travailliste pour les élections générales, le Referendums (Scotland and Wales) Bill 1997 (en), un projet de loi sur la tenue de référendums en Écosse et au pays de Galles sur la dévolution du pouvoir, est présenté dès le 15 mai 1997. Sous la conduite de Ron Davies, le Bureau gallois fait publier le 22 juin un livre blanc intitulé A Voice for Wales présentant les principales caractéristiques de la nouvelle assemblée. La proposition du livre blanc présentée à consultation référendaire est envisagée comme un compromis entre la fondation d’un parlement gallois, portée par les plus farouches dévolutionnistes, et le status quo qui sert les unionistes,.
Ron Davies s’engage personnellement dans la campagne référendaire en faveur du « oui » avant même son entrée au gouvernement. À l’instar du Parti travailliste du pays de Galles, de Plaid Cymru et des démocrates libéraux, il soutient d’ailleurs la campagne officielle, créée le 9 février 1997 sous le nom de Yes for Wales (« Oui pour le pays de Galles » en français) et présidée par Kevin Morgan, professeur à l’université du pays de Galles à Cardiff. Les résultats du scrutin du 18 septembre 1997 voient cependant un succès électoral limité pour les dévolutionnistes puisque le référendum n’est emporté que de 6 721 voix et que la participation électorale est tout juste supérieure à la moitié de l’électorat du pays de Galles,,,.
À la suite du résultat du vote, Ron Davies présente à la Chambre des communes en novembre 1997 le Government of Wales Bill, qui lui vaudra le surnom d’« architecte de la dévolution ». Ce texte de dévolution exécutive (Stéphanie Bory) permet de créer l’assemblée nationale pour le pays de Galles (National Assembly for Wales en anglais et Cynulliad Genedlaethol Cymru en gallois), un organe législatif simplement doté d’un pouvoir législatif secondaire dans les « domaines dévolus », sans capacité de légiférer, qui doit succéder au Bureau gallois dans ses responsabilités. Ne distinguant pas l’exécutif de la législature, la loi crée un poste de premier secrétaire (First Secretary) à la tête du comité exécutif — et non un First Minister comme en Écosse — et un poste de président (Presiding Officer), analogue à celui de speaker à la Chambre des communes. La dévolution choisie pour le pays de Galles est aussi asymétrique vis-à-vis du Scotland Act 1998, qui offre au Parlement écossais des pouvoirs législatifs primaires lui permettant de faire ses propres lois (en), en d’autres termes, une dévolution législative,.

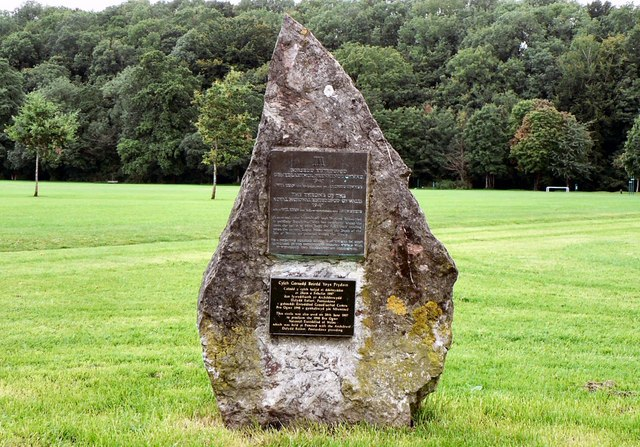
La pierre de la Gorsedd à Bridgend.

Le projet prend force de loi par sa sanction royale le 31 juillet 1998 et le nom de Government of Wales Act 1998. Quelques jours plus tard, lors de l’Eisteddfod Genedlaethol et à l’issue d’une cérémonie organisée à Bridgend, il reçoit le rare honneur d’être intégré au sein du collège (Gorsedd en gallois) des bardes, organe décisionnel de l’Eisteddfod, et le titre bardique de « Ron o Vachen » (littéralement, « Ron de Machen »). Le premier scrutin devant conduire à la naissance effective de l’assemblée nationale pour le pays de Galles est alors prévu pour l’année suivante,,.
Le 19 septembre 1998, Ron Davies bat Rhodri Morgan dans l’élection pour la sélection du candidat pour le poste de premier secrétaire de l’Assemblée lors d’une conférence spéciale du Parti travailliste du pays de Galles à Newport. Toutefois, le mois suivant, la presse révèle que le 26 octobre 1998, Ron Davies, en voiture à Clapham Common, un quartier réputé gay à Londres, est invité par plusieurs inconnus à dîner. Après avoir donné son accord, il se fait voler son véhicule sous la menace d’une arme. Le lendemain, à la suite de cet épisode qu’il qualifie de « moment de folie » (moment of madness en anglais), il remet sa démission du poste de secrétaire d’État au premier ministre Tony Blair, craignant de remettre en cause la dévolution en elle-même et souhaitant préserver son intégrité. Trois jours plus tard, face à la pression médiatique, il renonce à son statut de chef de file des travaillistes gallois aux élections de 1999,,.

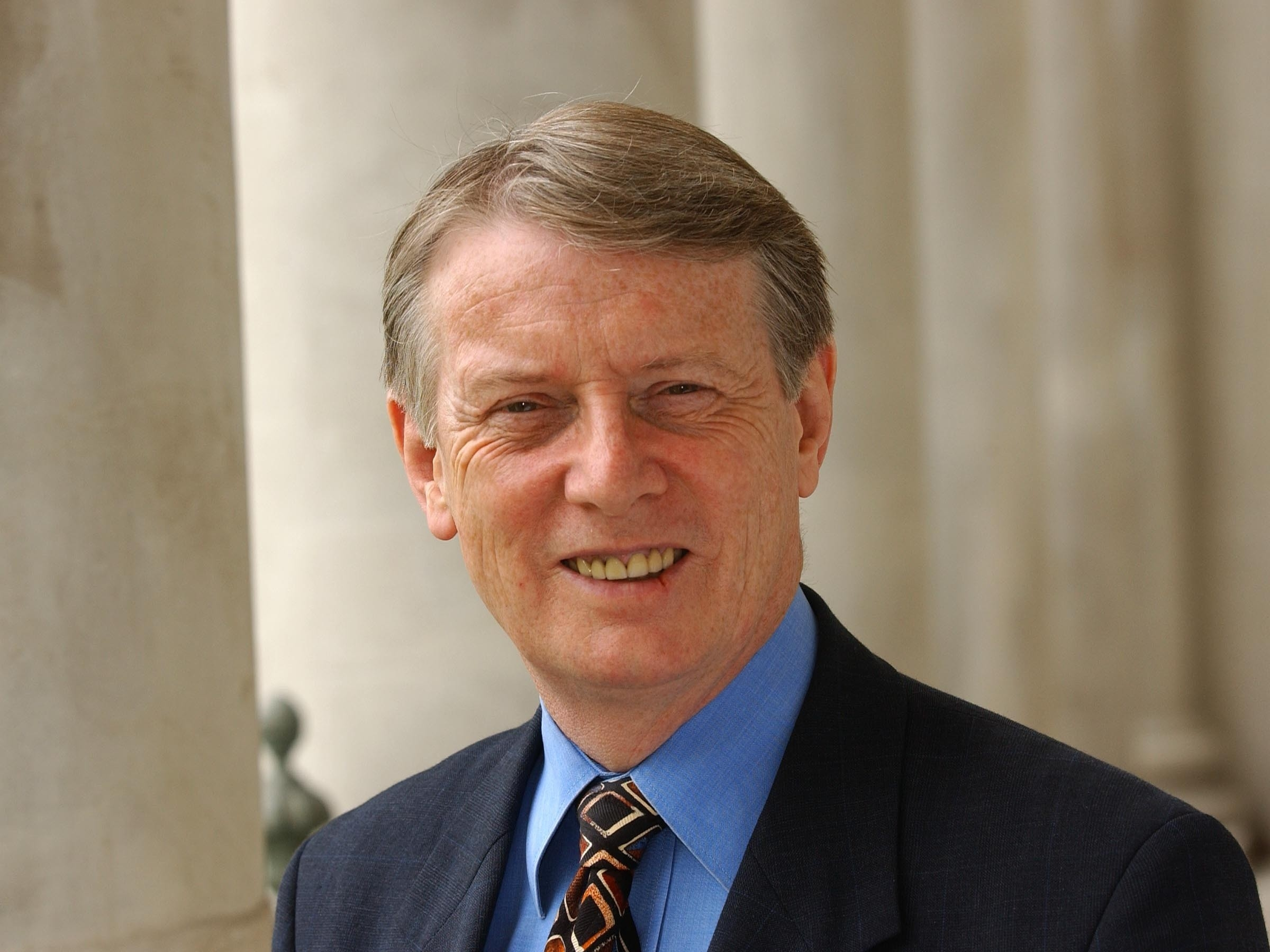
Alun Michael, successeur de Ron Davies à la tête des travaillistes gallois et premier secrétaire de 1999 à 2000.

#### Représentant à l’assemblée nationale pour le pays de Galles (1999-2003)
Soutenu par le parti travailliste de circonscription local, il est sélectionné le 30 janvier 1999 comme candidat du Parti travailliste du pays de Galles à Caerphilly aux élections de 1999 malgré sa mise en retrait en tant que chef de file du parti. Il remporte ce scrutin le 6 mai 1999 et devient l’un des 60 membres de l’Assemblée. Aussi, Alun Michael, le nouveau chef travailliste gallois et premier secrétaire, ne le retient pas pour occuper une position dans son cabinet,.
« Père » de la première constitution du pays de Galles, il théorise sa conception de la dévolution à l’occasion d’une conférence du 2 février 1999, intitulée Devolution: A Process not an Event, dans laquelle il déclare que « la dévolution n’est pas un unique événement déterminant mais un processus. Il n’y a pas de doutes sur le fait que l’assemblée aura des imperfections mais cela changera et s’adaptera au fil des années, elle grandira en confiance et en stature, ses pouvoirs grandiront et elle deviendra le forum respecté et la voix qui fait autorité dans notre pays [le pays de Galles] ».
Au sein de l’Assemblée, il est nommé au début de la mandature au poste de président du comité permanent du développement économique. Cependant, dès l’été 1999, lorsqu’il révèle publiquement sa bisexualité et avoue suivre un traitement psychiatrique dans le cadre de son comportement compulsif, certains membres du groupe travailliste le pressent de quitter la présidence et de faire une pause dans sa vie politique sous peine de motion de censure à son encontre. Bien qu’il ne considère pas ce motif valable pour renoncer au poste, Ron Davies annonce sa démission le 30 juin 1999 et dirige la dernière séance du comité en tant que président le 14 juillet,,,,.
En septembre 1999, il renonce à se présenter aux prochaines élections de la Chambre des communes, préférant conserver son siège de membre de l’Assemblée. Il est sélectionné pour les élections de l’Assemblée en 2003, mais, en mars, le Sun publie des articles faisant état d’une liaison sexuelle dans les bois d’une aire d’autoroute, allégations qu’il nie. Face à la pression du parti travailliste de circonscription de Caerphilly qui lui laisse 48 heures pour renoncer à sa candidature sous peine de déselection passé ce délais, il renonce à briguer la circonscription le 9 mars 2003. Cet événement marque la fin de sa carrière à l’échelle galloise,,.

#### Changements d’affiliation politique, échecs électoraux et retour à la vie politique locale (2004-2015)

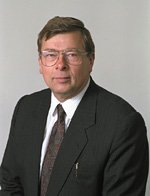
, fondateur de, que Ron Davies rejoint en 2004.

« Désillusionné », il quitte le Parti travailliste le 26 janvier 2004, considérant qu’il a rejoint un parti qui était à la « gauche du centre », mais qui se trouve désormais à la « droite du centre ». Un point de friction important avec le gouvernement central à Londres est également l’allocation des moyens aux institutions dévolues notamment au travers de la controversée formule de Barnett, qui ne tient pas compte des besoins du pays de Galles à son sens. Il évoque aussi plusieurs raisons à son départ comme les problèmes de financement universitaire, la participation du Royaume-Uni à la guerre d’Irak ou encore l’état du Parti travailliste gallois.
Le 23 février 2004, Ron Davies rejoint Forward Wales (en) (« En avant le pays de Galles » littéralement), un parti politique fondé l’année précédente par John Marek (en), lui aussi membre du Parlement et membre de l’Assemblée précédemment élu sous l’étiquette travailliste. En vue des élections européennes de 2004, il se présente dans la circonscription du pays de Galles pour le parti en qualité de tête de liste mais se classe à la 8e place avec moins de 2 % des voix. Le parti disparaît en janvier 2010,,,.
De nouveau candidat — cette fois-ci en indépendant — dans la circonscription de Caerphilly aux élections de l’Assemblée de 2007, il arrive en troisième position, battu par le membre de l’Assemblée sortant Jeff Cuthbert (en) et derrière le candidat de Plaid. L’année suivante, il se présente aux élections locales de 2008 et se fait élire conseiller sans étiquette dans la section électorale de Bedwas, Trethomas and Machen pour le conseil de borough de comté de Caerphilly. Il soutient l’administration minoritaire locale et se voit offrir le poste de membre du cabinet à la régénération et à la campagne — qu’il conserve pendant toute la durée de la mandature — dans la foulée des élections,,.
Après avoir publiquement soutenu les nationalistes lors de la campagne des élections générales de la Chambre des communes de 2010, il rejoint Plaid Cymru pendant l’été. Il se fait sélectionner comme candidat du parti pour les élections générales de l’Assemblée de 2011 mais ne ravit pas le siège de son successeur Jeff Cuthbert. Sous l’étiquette nationaliste, il sollicite les suffrages des habitants de Bedwas, Trethomas and Machen aux élections locales de 2012 mais perd son siège, qu’il tente en vain de retrouver dans une élection partielle en 2015,,,,,.

## Détail des mandats et fonctions

### Mandats électifs
À Westminster
- Membre du Parlement, élu dans la circonscription de Caerphilly (du 9 juin 1983 au 7 juin 2001).

À Cardiff
- Membre de l’Assemblée, élu dans la circonscription de Caerphilly (du 7 mai 1999 au 30 avril 2003).

À l’échelle locale
- Conseiller au conseil de district urbain de Bedwas and Machen (du 9 mai 1969 au 31 mars 1974).
- Conseiller au conseil de district de la Rhymney Valley, élu dans la section de Machen (du 1er avril 1974 à 1984).
- Conseiller au conseil de borough de comté de Caerphilly, élu dans la section de Bedwas, Trethomas and Machen (du 2 mai 2008 au 4 mai 2012).

### Fonctions exécutives
À Westminster
- Secrétaire d’État pour le Pays de Galles dans le premier gouvernement de Tony Blair (du 3 mai 1997 au 26 octobre 1998).

À l’échelle locale
- Membre du cabinet du conseil de borough de comté de Caerphilly chargé de la régénération et de la campagne (du 15 mai 2008 au 4 mai 2012).

### Fonction législative
À Cardiff
- Président du comité permanent du développement économique (du 15 juin au 14 juillet 1999).

### Fonctions politiques
À Westminster
- Whip auprès du whip en chef de l’opposition officielle à la Chambre des communes (de 1985 à 1987).
- Porte-parole de l’opposition officielle à l’agriculture et aux affaires rurales auprès du ministre d’État fantôme à l’Agriculture, à la Pêche et à l’Alimentation (de 1987 à 1989).
- Porte-parole de l’opposition officielle à l’agriculture, aux affaires rurales et à l’alimentation auprès du ministre d’État fantôme à l’Agriculture, à la Pêche et à l’Alimentation (de 1989 à 1992).
- Porte-parole en chef de l’opposition officielle à l’agriculture auprès du ministre d’État fantôme à l’Agriculture, à la Pêche et à l’Alimentation (de 1992 à 1993).
- Porte-parole en chef de l’opposition aux affaires galloises auprès du secrétaire d’État fantôme pour le Pays de Galles (quelques mois en 1992).
- Secrétaire d’État fantôme pour le Pays de Galles (de 1992 à 1997).

À Cardiff
- Chef du Parti travailliste du pays de Galles (du 19 septembre au 29 octobre 1998).

## Résultats électoraux

### Parlement européen
| Élection | Circonscription | Sièges à pourvoir | Parti de la liste | Parti de la liste               | Place dans la liste | Voix   | %    | Sièges gagnés | Position |
| -------- | --------------- | ----------------- | ----------------- | ------------------------------- | ------------------- | ------ | ---- | ------------- | -------- |
| 2004     | Pays de Galles  | 4                 |                   | En avant le pays de Galles (en) | Tête de liste       | 17 280 | 1,88 | 0             | Échec    |

### Chambres des communes
| Élection          | Circonscription | Parti  | Parti              | Voix   | %     | Position |
| ----------------- | --------------- | ------ | ------------------ | ------ | ----- | -------- |
| Générales de 1983 | Caerphilly      |        | Parti travailliste | 21 570 | 46,61 | Élu      |
| Générales de 1987 | Caerphilly      | 28 698 | Parti travailliste | 58,44  |       | Élu      |
| Générales de 1992 | Caerphilly      | 31 713 | Parti travailliste | 63,65  |       | Élu      |
| Générales de 1997 | Caerphilly      | 30 697 | Parti travailliste | 67,81  |       | Élu      |

### Assemblée nationale pour le pays de Galles
| Élection          | Circonscription | Parti | Parti              | Voix   | %     | Position |
| ----------------- | --------------- | ----- | ------------------ | ------ | ----- | -------- |
| Assemblée de 1999 | Caerphilly      |       | Parti travailliste | 12 602 | 42,20 | Élu      |
| Générales de 2007 | Caerphilly      |       | Aucun              | 5 805  | 22,22 | Échec    |
| Générales de 2011 | Caerphilly      |       | Plaid Cymru        | 7 597  | 29,71 | Échec    |

### Conseil de borough de comté de Caerphilly
| Élection          | Section                      | Sièges à pourvoir | Parti | Parti       | Voix  | Place | Position |
| ----------------- | ---------------------------- | ----------------- | ----- | ----------- | ----- | ----- | -------- |
| 2008              | Bedwas, Trethomas and Machen | 4                 |       | Aucun       | 1 702 | 1er   | Élu      |
| 2012              | Bedwas, Trethomas and Machen | 4                 |       | Plaid Cymru | 664   | 5e    | Échec    |
| Partielle de 2015 | Bedwas, Trethomas and Machen | 1                 | 509   | Plaid Cymru | 2e    |       | Échec    |

### Conseil de district de la Rhymney Valley
| Élection  | Section | Sièges à pourvoir | Parti | Parti              | Voix | Place | Position |
| --------- | ------- | ----------------- | ----- | ------------------ | ---- | ----- | -------- |
| 1973 (en) | Machen  | 2                 |       | Parti travailliste | —    | 1er   | Élu      |
| 1976 (en) | Machen  | 2                 | —     | Parti travailliste |      | 1er   | Élu      |
| 1979 (en) | Machen  | 2                 | 1 749 | Parti travailliste |      | 1er   | Élu      |
| 1983 (en) | Machen  | 2                 | 839   | Parti travailliste |      | 1er   | Élu      |